# Coupe du monde de BMX 2021
Navigation
2020 2022
La 19e édition de la Coupe du monde de BMX (Racing) a lieu du 8 mai au 31 octobre 2021. Cette année, huit épreuves sont organisées dans trois villes étapes.
Pour la première fois, la Coupe du monde de BMX accueille des épreuves pour les hommes et les femmes de la catégorie des espoirs (moins de 23 ans). 
Les quatre premières manches octroient des points UCI qui rentrent en compte pour la qualification aux Jeux olympiques de 2020.
En raison de la pandémie de Covid-19, les deux manches prévues les 8 et 9 mai à Stuttgart sont déplacées à Vérone.

## Hommes élites

### Résultats
| #  | Lieu    | Date       | Vainqueur      | Deuxième         | Troisième          | Leader du classement général |
| -- | ------- | ---------- | -------------- | ---------------- | ------------------ | ---------------------------- |
| 1. | Vérone  | 8 mai      | Simon Marquart | Arthur Pilard    | Nicolas Torres     | Simon Marquart               |
| 2. | Vérone  | 9 mai      | David Graf     | Simon Marquart   | Niek Kimmann       | Simon Marquart               |
| 3. | Bogota  | 29 mai     | Joris Daudet   | Cédric Butti     | Helvijs Babris     | Simon Marquart               |
| 4. | Bogota  | 30 mai     | Joris Daudet   | Carlos Ramírez   | Arthur Pilard      | Arthur Pilard                |
| 5. | Sakarya | 23 octobre | Simon Marquart | Joris Daudet     | Cédric Butti       | Simon Marquart               |
| 6. | Sakarya | 24 octobre | Carlos Ramírez | Romain Racine    | Aleksandr Katyshev | Carlos Ramírez               |
| 7. | Sakarya | 30 octobre | Diego Arboleda | Vincent Pelluard | Carlos Ramírez     | Carlos Ramírez               |
| 8. | Sakarya | 31 octobre | Simon Marquart | Diego Arboleda   | Joris Daudet       | Simon Marquart               |

### Classement général
| Pos | Coureur          | Pays     | Total |
| --- | ---------------- | -------- | ----- |
| 1   | Simon Marquart   | Suisse   | 740   |
| 2   | Carlos Ramírez   | Colombie | 675   |
| 3   | Joris Daudet     | France   | 640   |
| 4   | Vincent Pelluard | Colombie | 632   |
| 5   | Cédric Butti     | Suisse   | 595   |
| 6   | Diego Arboleda   | Colombie | 575   |
| 7   | Arthur Pilard    | France   | 560   |
| 8   | Romain Racine    | France   | 535   |
| 9   | Romain Mahieu    | France   | 520   |
| 10  | Giacomo Fantini  | Italie   | 440   |

## Hommes espoirs

### Résultats
| #  | Lieu    | Date       | Vainqueur         | Deuxième           | Troisième         | Leader du classement général |
| -- | ------- | ---------- | ----------------- | ------------------ | ----------------- | ---------------------------- |
| 1. | Vérone  | 8 mai      | Ynze Oegema       | Einar Lindberg     | Wannes Magdelijns | Ynze Oegema                  |
| 2. | Vérone  | 9 mai      | Brian van Eeuwijk | Ynze Oegema        | Pierre Geisse     | Ynze Oegema                  |
| 3. | Bogota  | 29 mai     | Asuma Nakai       | Cristhian Castro   | Daniel Santiago   | Ynze Oegema                  |
| 4. | Bogota  | 30 mai     | Asuma Nakai       | Juanpablo Chaparro | Cristhian Castro  | Asuma Nakai                  |
| 5. | Sakarya | 23 octobre | Pietro Bertagnoli | Asuma Nakai        | Tim Weiersmüller  | Asuma Nakai                  |
| 6. | Sakarya | 24 octobre | Loris Aeberhard   | Asuma Nakai        | Mateo Colsenet    | Asuma Nakai                  |
| 7. | Sakarya | 30 octobre | Pietro Bertagnoli | Mateo Colsenet     | Mathijn Bogaert   | Asuma Nakai                  |
| 8. | Sakarya | 31 octobre | Asuma Nakai       | Giacomo Gargaglia  | Mathijn Bogaert   | Asuma Nakai                  |

### Classement général
| Pos | Coureur           | Pays     | Total |
| --- | ----------------- | -------- | ----- |
| 1   | Asuma Nakai       | Japon    | 810   |
| 2   | Wannes Magdelijns | Belgique | 500   |
| 3   | Cristhian Castro  | Équateur | 485   |
| 4   | Brian van Eeuwijk | Pays-Bas | 435   |
| 5   | Pietro Bertagnoli | Italie   | 405   |
| 6   | Mateo Colsenet    | France   | 385   |
| 7   | Efrain Chamorro   | Équateur | 370   |
| 8   | Pedro Benalcazar  | Équateur | 330   |
| 9   | Mathijn Bogaert   | Belgique | 325   |
| 10  | Einar Lindberg    | Suède    | 320   |

## Femmes élites

### Résultats
| #  | Lieu    | Date       | Vainqueur       | Deuxième          | Troisième        | Leader du classement général |
| -- | ------- | ---------- | --------------- | ----------------- | ---------------- | ---------------------------- |
| 1. | Vérone  | 8 mai      | Judy Baauw      | Merel Smulders    | Sae Hatakeyama   | Judy Baauw                   |
| 2. | Vérone  | 9 mai      | Laura Smulders  | Zoé Claessens     | Natalia Afremova | Merel Smulders               |
| 3. | Bogota  | 29 mai     | Mariana Pajón   | Gabriela Bolle    | Natalia Afremova | Natalia Afremova             |
| 4. | Bogota  | 30 mai     | Mariana Pajón   | Payton Ridenour   | Natalia Afremova | Mariana Pajón                |
| 5. | Sakarya | 23 octobre | Felicia Stancil | Eliška Bartuňková | Molly Simpson    | Mariana Pajón                |
| 6. | Sakarya | 24 octobre | Laura Smulders  | Felicia Stancil   | Zoé Claessens    | Mariana Pajón                |
| 7. | Sakarya | 30 octobre | Laura Smulders  | Felicia Stancil   | Mariana Pajón    | Mariana Pajón                |
| 8. | Sakarya | 31 octobre | Laura Smulders  | Felicia Stancil   | Mariana Pajón    | Mariana Pajón                |

### Classement général
| Pos | Coureuse         | Pays       | Total |
| --- | ---------------- | ---------- | ----- |
| 1   | Mariana Pajón    | Colombie   | 815   |
| 2   | Laura Smulders   | Pays-Bas   | 770   |
| 3   | Felicia Stancil  | États-Unis | 705   |
| 4   | Natalia Afremova | Russie     | 635   |
| 5   | Payton Ridenour  | États-Unis | 600   |
| 6   | Merel Smulders   | Pays-Bas   | 550   |
| 7   | Natalia Suvorova | Russie     | 535   |
| 8   | Zoé Claessens    | Suisse     | 500   |
| 9   | Molly Simpson    | Canada     | 485   |
| 10  | Sae Hatakeyama   | Japon      | 470   |

## Femmes espoirs

### Résultats
| #  | Lieu    | Date       | Vainqueur           | Deuxième         | Troisième           | Leader du classement général |
| -- | ------- | ---------- | ------------------- | ---------------- | ------------------- | ---------------------------- |
| 1. | Vérone  | 8 mai      | Thayla Burford      | Michelle Wissing | Francesca Cingolani | Thayla Burford               |
| 2. | Vérone  | 9 mai      | Tessa Martinez      | Thayla Burford   | Léa Brindjonc       | Thayla Burford               |
| 3. | Bogota  | 29 mai     | Thayla Burford      | Maria Restrepo   | Paola Parra         | Thayla Burford               |
| 4. | Bogota  | 30 mai     | Thayla Burford      | Maria Restrepo   | Ana Cadavid         | Thayla Burford               |
| 5. | Sakarya | 23 octobre | Francesca Cingolani | Jui Yabuta       | Léa Brindjonc       | Thayla Burford               |
| 6. | Sakarya | 24 octobre | Kanami Tanno        | Thayla Burford   | Léa Brindjonc       | Thayla Burford               |
| 7. | Sakarya | 30 octobre | Jui Yabuta          | Vineta Pētersone | Léa Brindjonc       | Thayla Burford               |
| 8. | Sakarya | 31 octobre | Léa Brindjonc       | Vineta Pētersone | Thayla Burford      | Thayla Burford               |

### Classement général
| Pos | Coureuse            | Pays      | Total |
| --- | ------------------- | --------- | ----- |
| 1   | Thayla Burford      | Suisse    | 970   |
| 2   | Léa Brindjonc       | France    | 710   |
| 3   | Jui Yabuta          | Japon     | 480   |
| 4   | Francesca Cingolani | Argentine | 435   |
| 5   | Vineta Pētersone    | Lettonie  | 405   |
| 6   | Kanami Tanno        | Japon     | 380   |
| 7   | Domenica Mora       | Équateur  | 365   |
| 8   | Nadine Aeberhard    | Suisse    | 330   |
| 9   | Aiko Gommers        | Belgique  | 290   |
| 10  | Neneka Nishimura    | Japon     | 275   |